# Střešní krytina

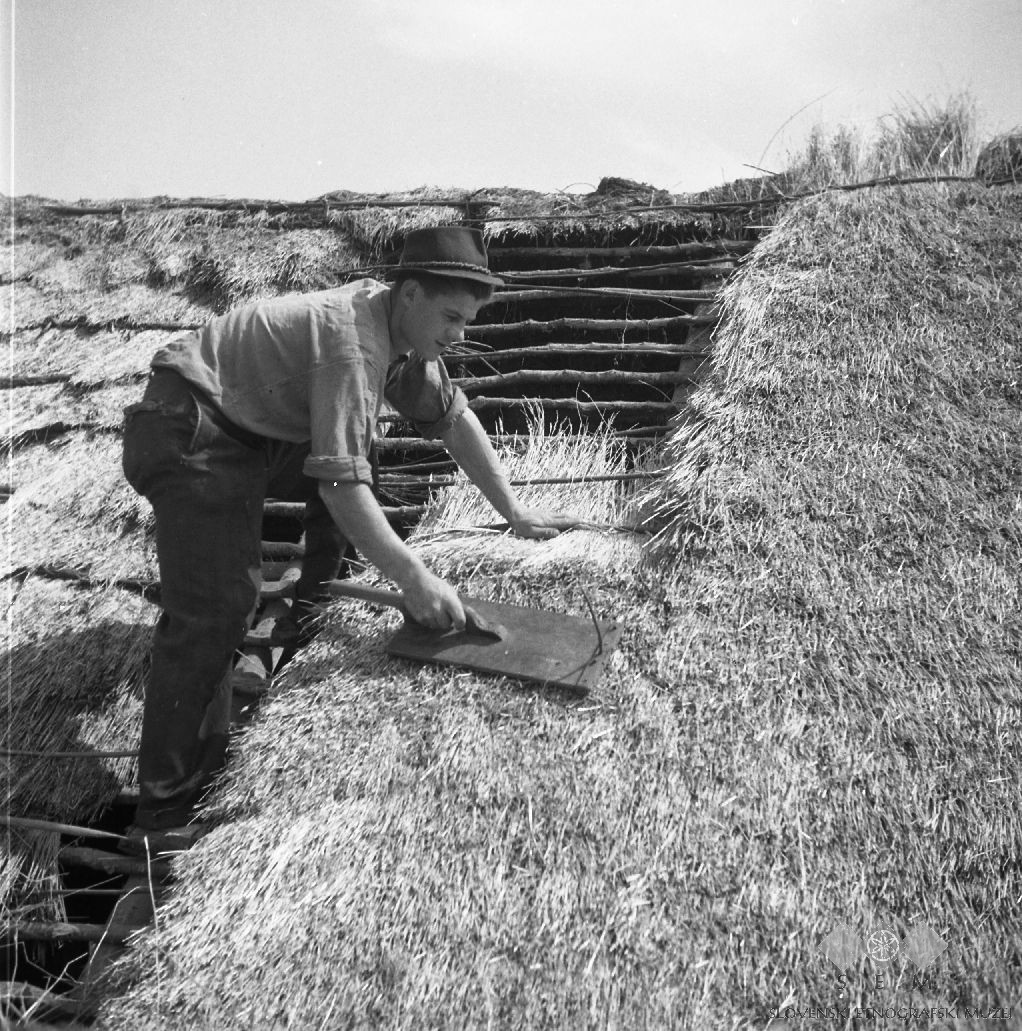
Pokrývání střechy slaměnou doškovou krytinou

Střešní krytina je vnější povrch střechy, který chrání budovu před povětrnostními vlivy.
U šikmých střech je krytina většinou složena z drobnějších dílů, které svým tvarem a způsobem pokládání zabraňují protékání vody. Krytina plochých střech bývá tvořena souvislou nepropustnou (hydroizolační) vrstvou.

## Druhy střešní krytiny

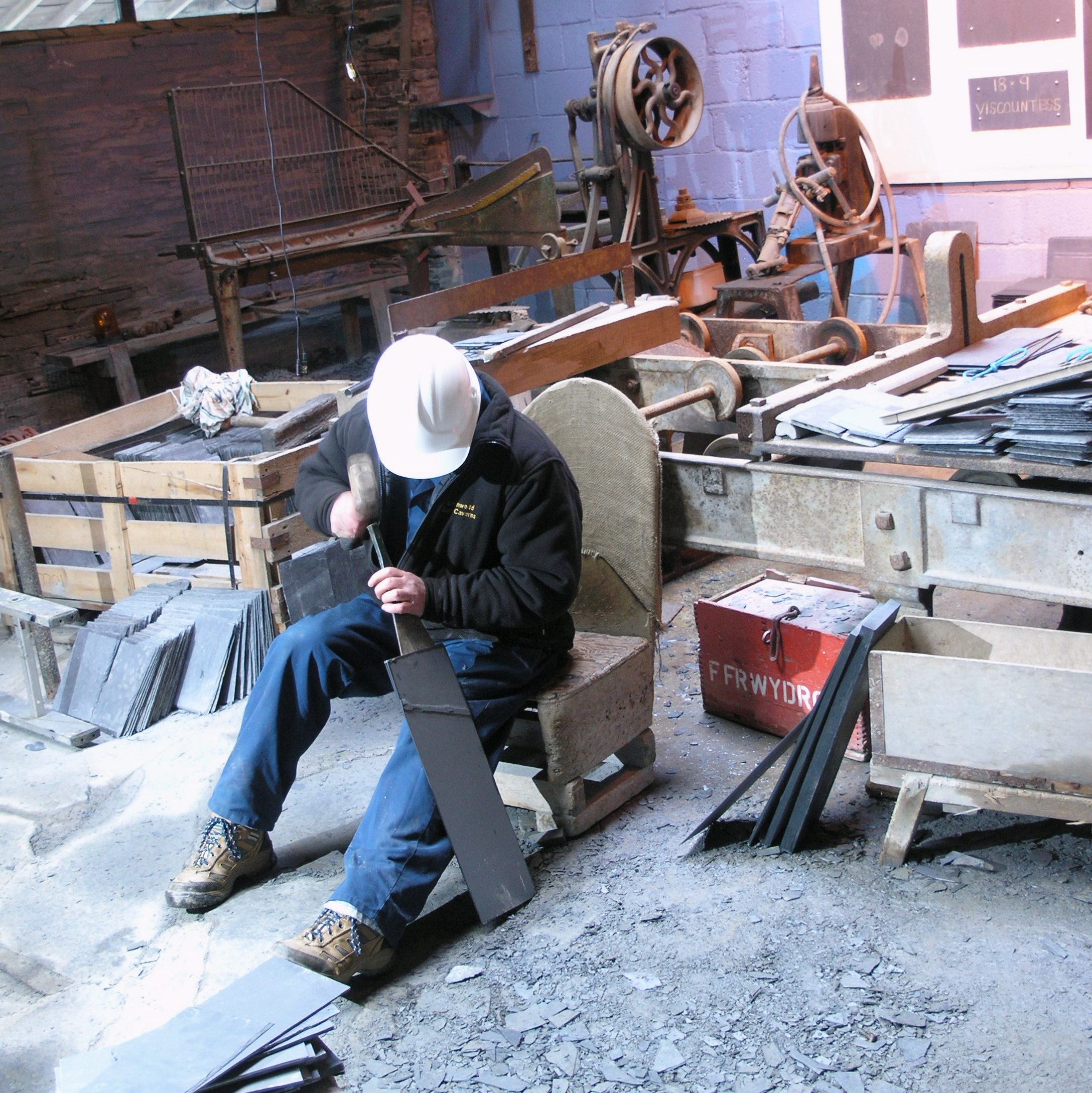
Výroba břidlicové střešní krytiny

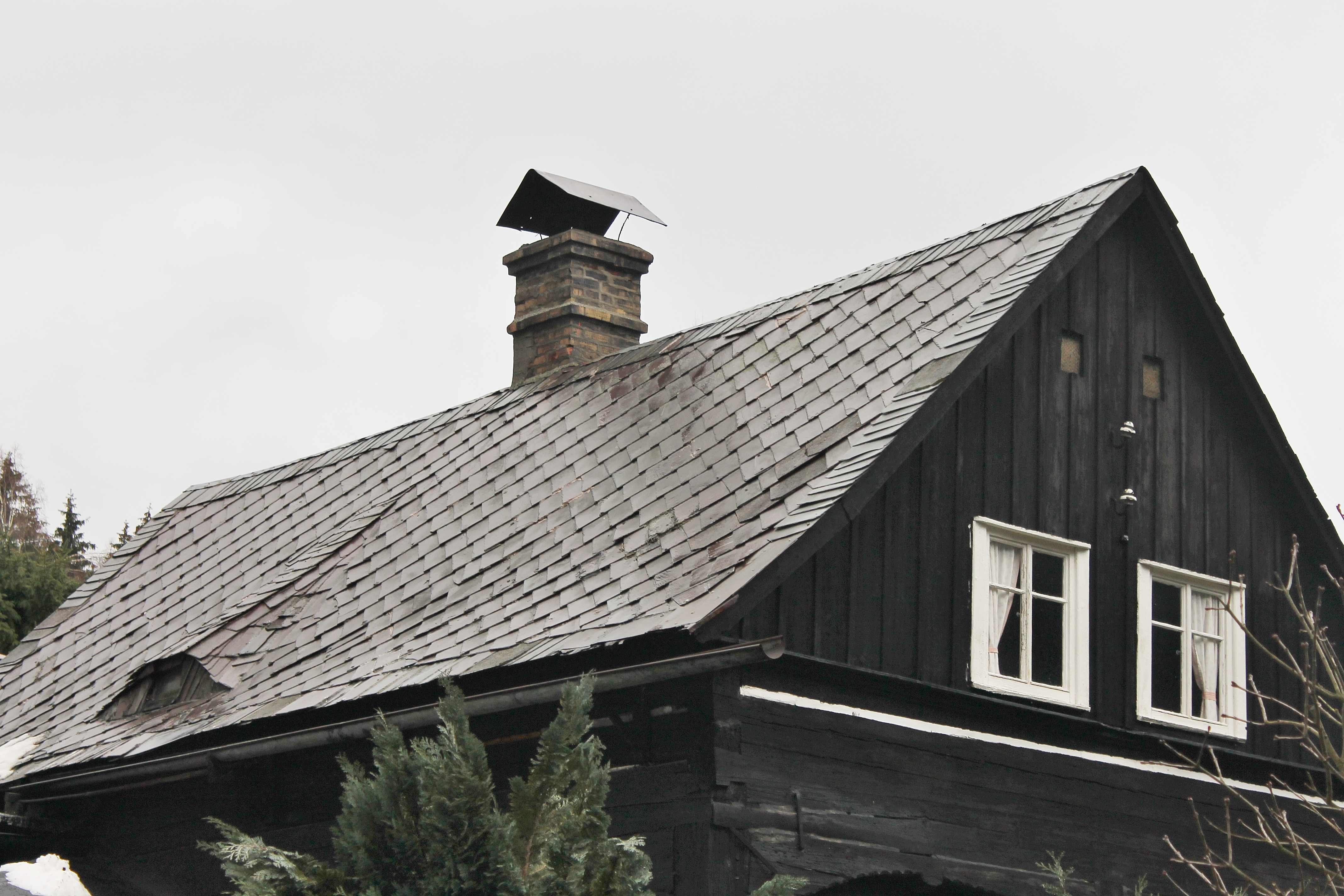
Břidlicová krytina v německé skladbě, Hillův Mlýn č. p. 20

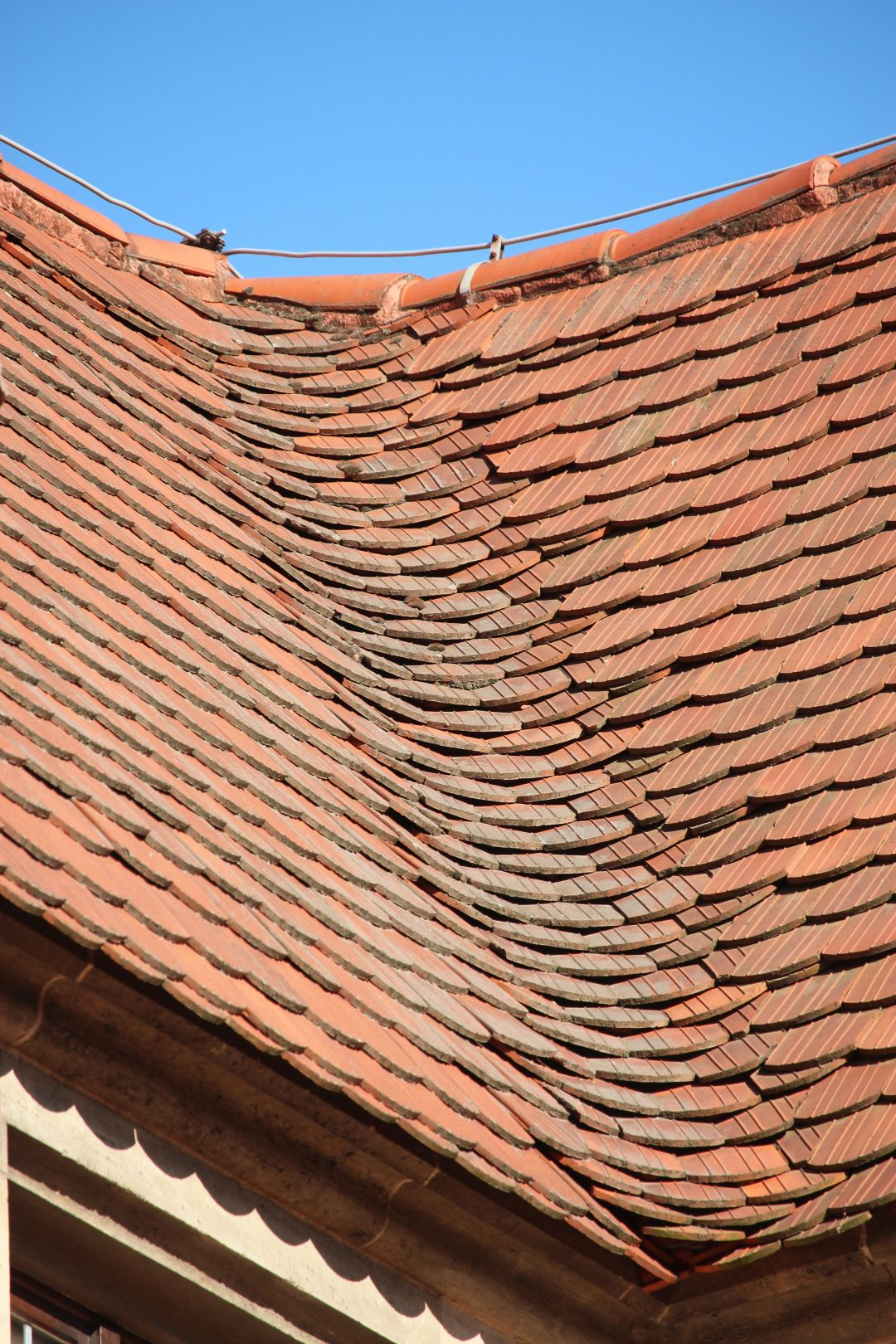
Konstrukced úžlabí z bobrovek

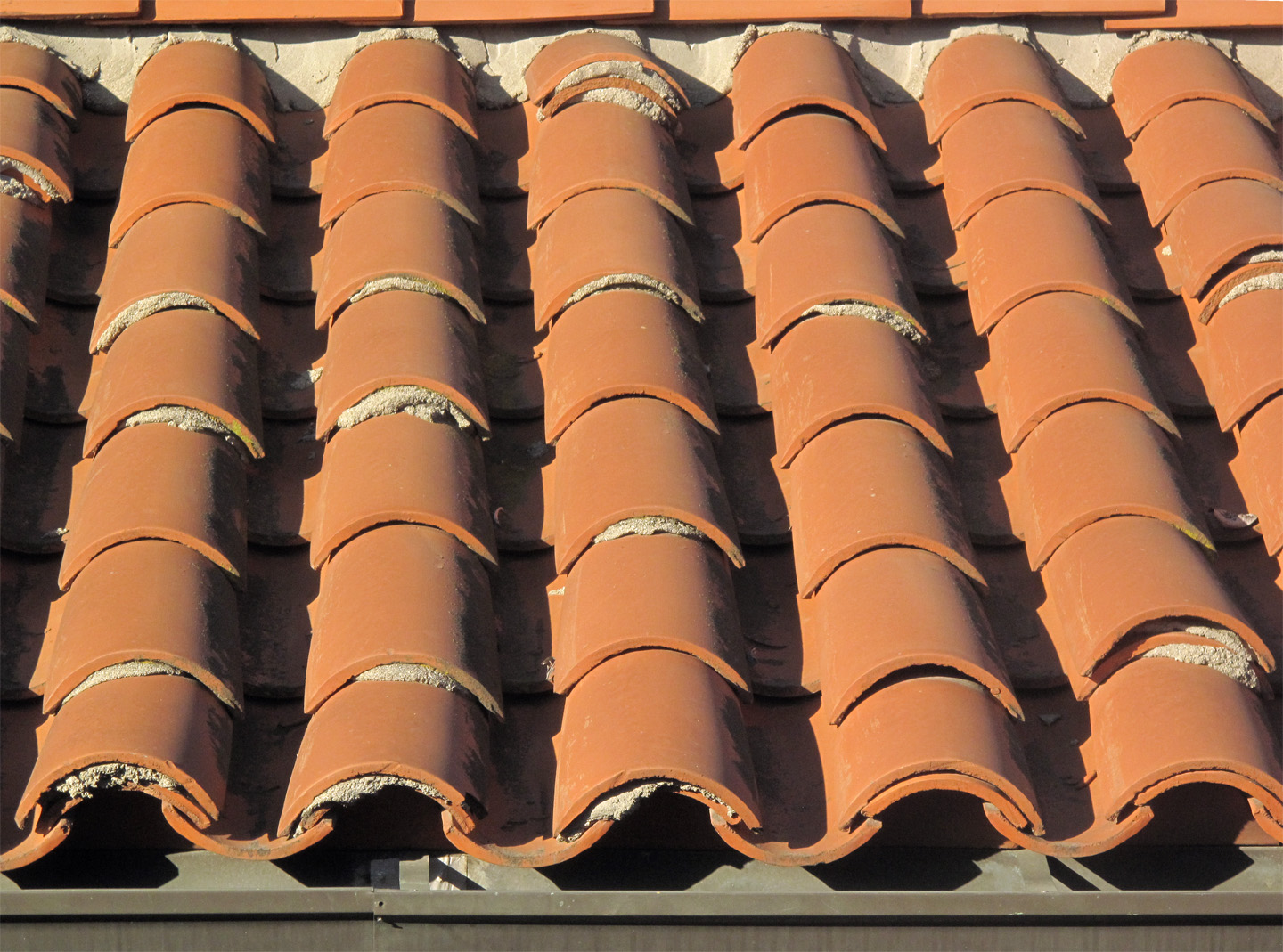
Prejzová krytina

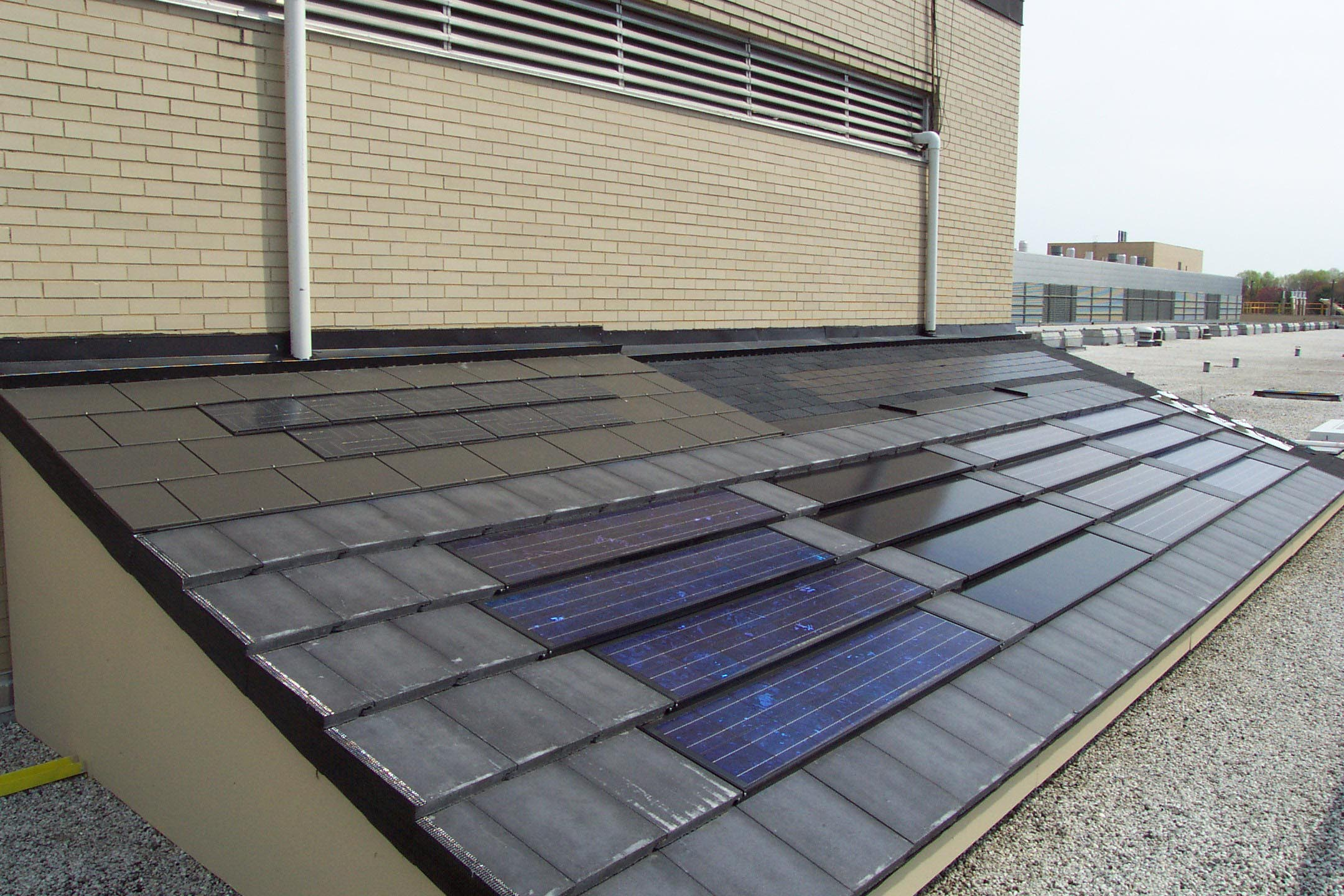
Fotovoltaické pásy ve skládané krytině

### Tradiční skládané krytiny

#### Spalné
- Došek (slaměný nebo rákosový).
- Šindel – dřevěné desky klínovitého průřezu tradičně vyráběné štípáním, nověji i řezané (levnější, ale nižší trvanlivost).

#### Nespalné
- Břidlicové desky (šablony) z přírodní horniny (břidlice je dobře štípatelná na tenké pláty), způsob kladení a tvar šablon: německý, anglický, francouzský, český, šupinový.[1]
- Střešní taška pálená.
  - Bobrovka – plochá keramická taška, která se klade jednoduše nebo ve dvou vrstvách (dvojitě).
  - Esovka – dvakrát zakřivená taška, která se částečně překrývá.
  - Falcovka – plochá profilovaná taška s drážkami po obvodě.
  - Hřebenáč – žlábkovitá taška, kterou se kryje hřeben střechy.
  - Prejz – pálená střešní krytina z dílů dvou typů, dolní plošší (háky nebo korýtka) se zachytávají zubem za střešní latě, horní (prejzy nebo kůrky) se na ně kladou tzv. "na maltu", jejím předchůdcem je římská krytina tegulae-imbrices.

### Moderní skládané krytiny
- Střešní taška betonová (cement, písek, voda, pigmenty, nátěry)
- Střešní šablony – tenké desky.
  - Eternitové resp. vláknocementové [pozn. 1], způsob kladení a tvar šablon: viz krytina břidlicová.
  - Plastové, např. krytiny vyráběné recyklací plastů.
- Asfaltový šindel – maloformátové asfaltové pásy s vnitřní výztuží ze skelné tkaniny nebo organické vlákniny a s minerálním posypem, vysekávané do různých tvarů.
- Vlnitá krytina – velkoformátové desky, vlnité zakřivení zajišťuje tuhost, používají se různé materiály: plech, vláknitý cement (tzv. eternit), organická nebo skelná vlákna rohoží sycená živicí, sklolaminát, plexisklo, polykarbonát s vláknitou výztuží a další.
- Fotovoltaické střešní tašky a pásy

### Moderní velkoformátové krytiny
- Profilovaná plechová střešní krytina, svým tvarem imituje střešní tašky, je však lehčí.
- Střešní trapéz
- Sendvičové panely s izolací z minerální vaty nebo polyuretanu.
- Střešní krytina složená z fotovoltaických panelů.

### Krytí souvislou vrstvou
- Asfaltový nátěr na ploché střechy.
- Asfaltové hydroizolační pásy (lepenka) spojované natavením.
- Hydroizolační střešní fólie spojované lepením.
- Plech – klempířsky zpracovaný, měděný nebo ocelový pozinkovaný, případně titanovaný, titanzinkový, hliníkový (obvykle s ochranným nátěrem), ale i olověný.
- Prosklená konstrukce, případně s použitím jiného materiálu, např. polykarbonátových desek.
- Zelená střecha – hydroizolační vrstva je překryta vrstvou zeminy a osázena vhodnou vegetací.

## Galerie

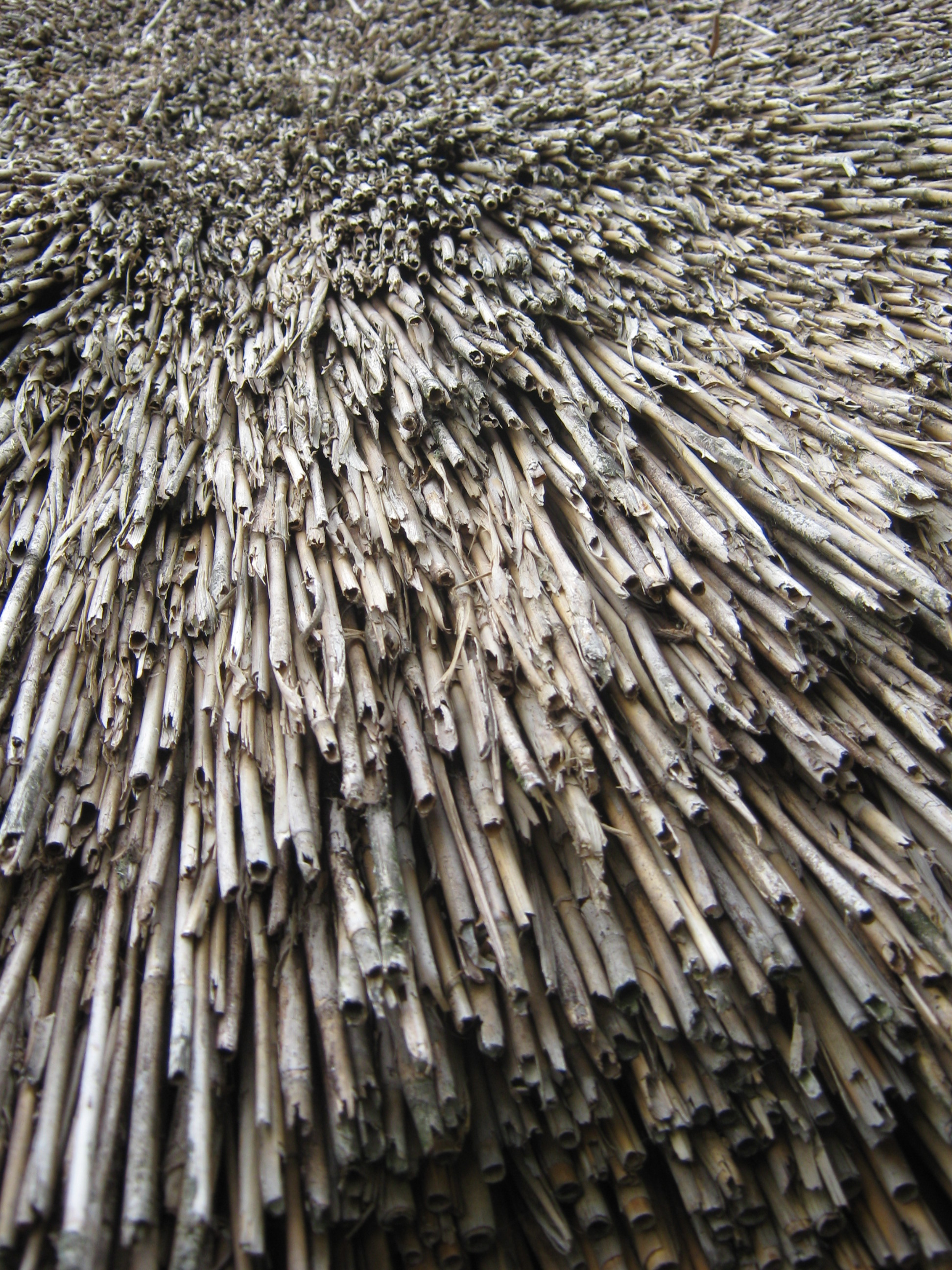
Slaměná krytina (došky, Německo)
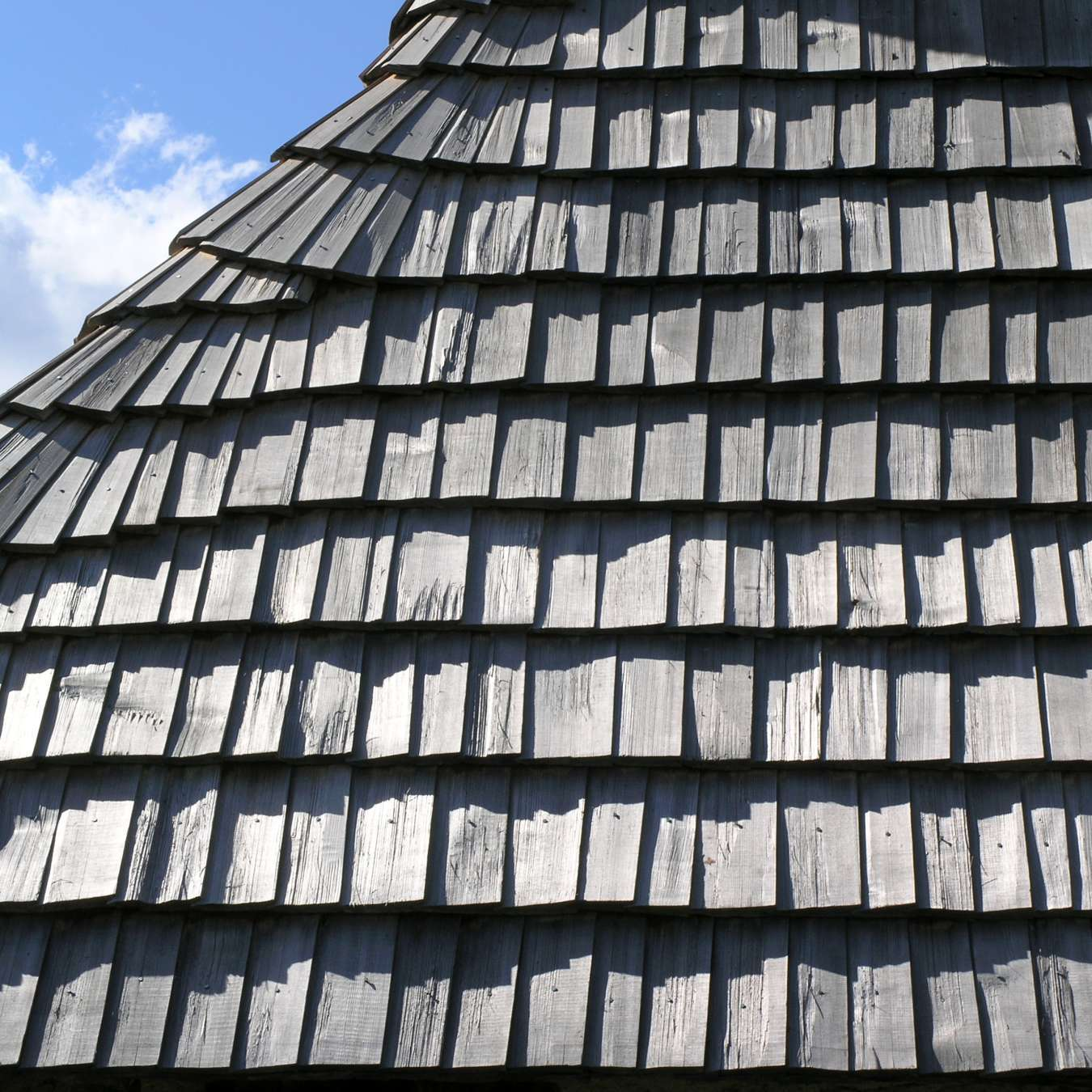
Dřevěný šindel (Dolní Město)
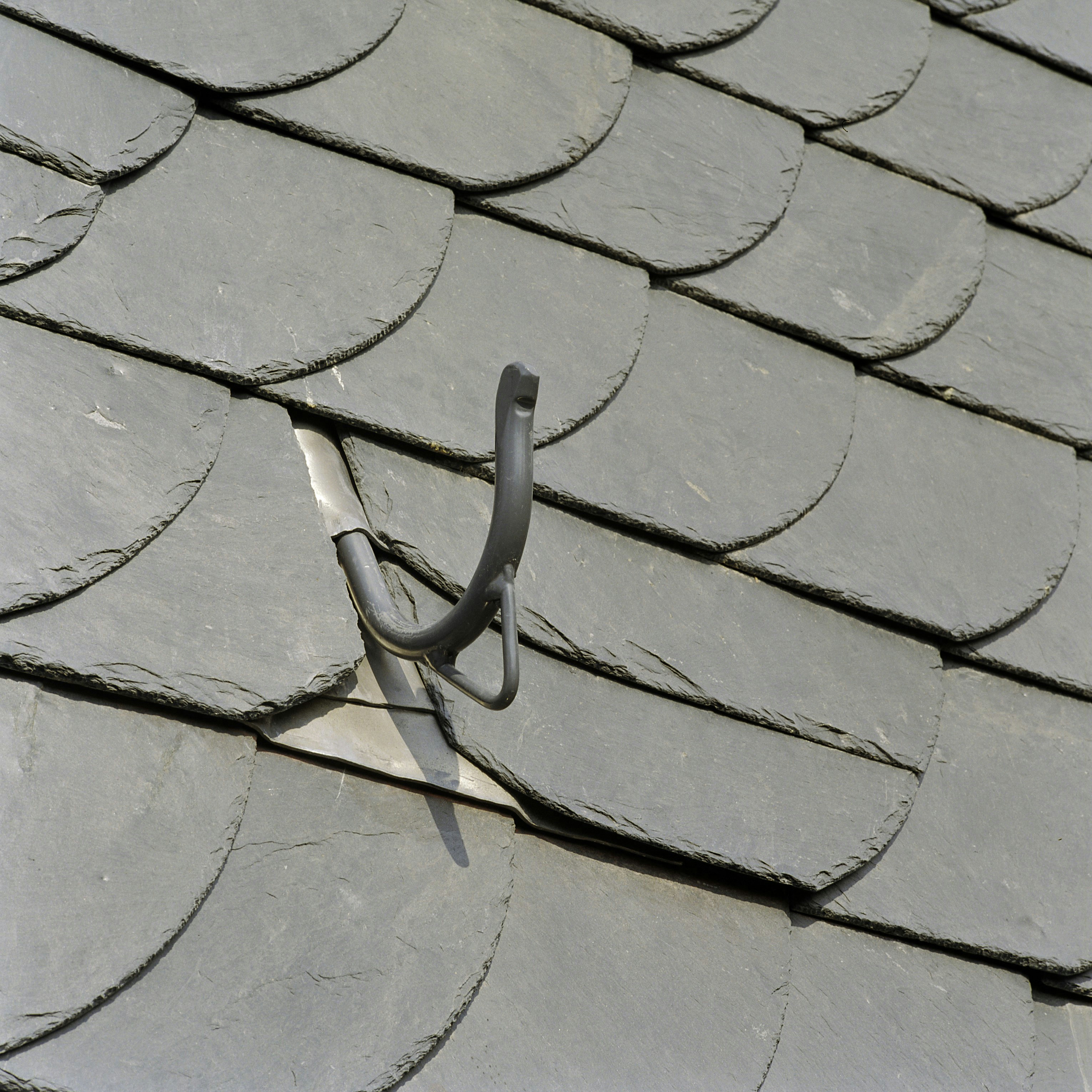
Břidlicová krytina (Holandsko)
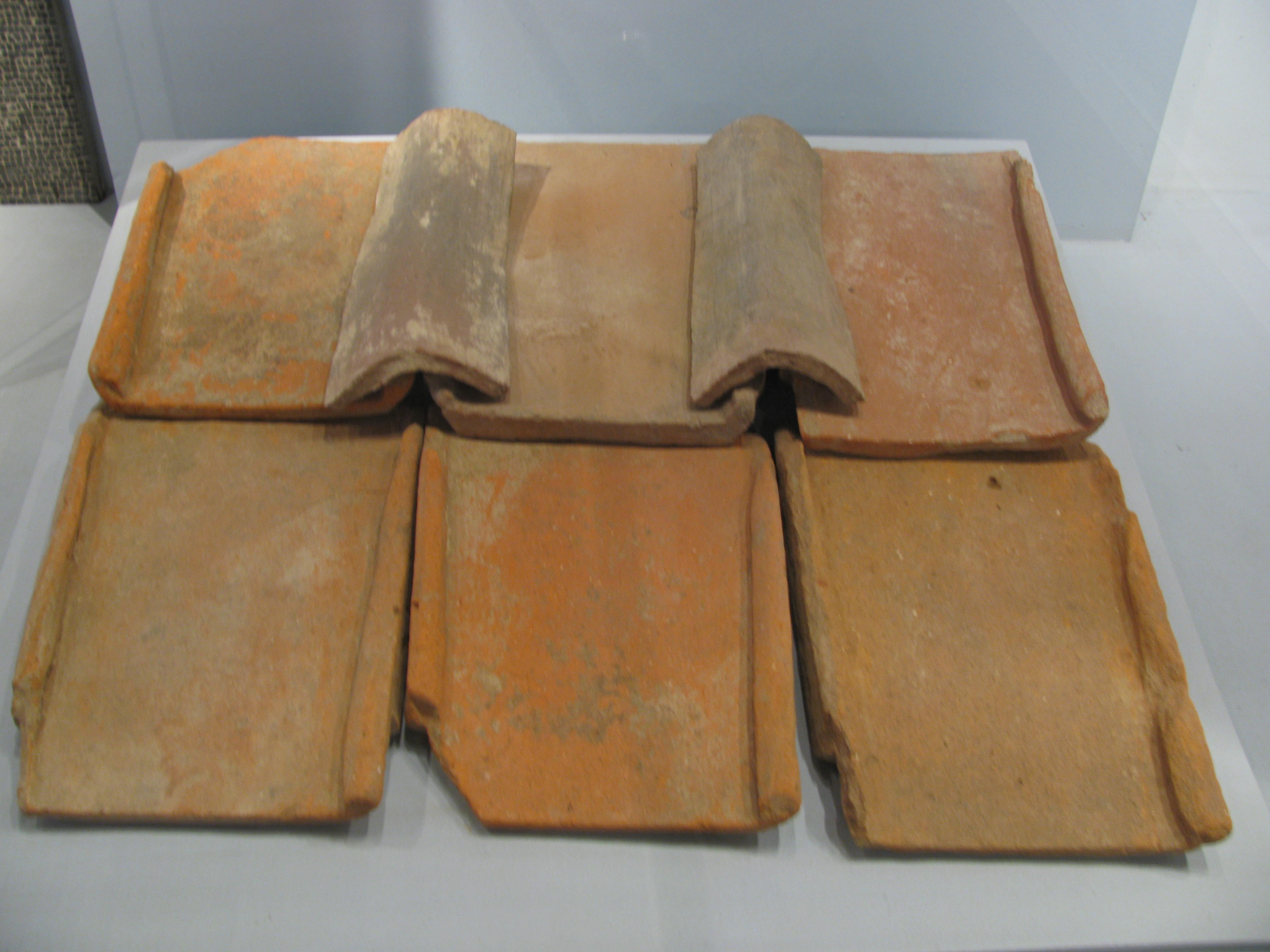
Římská taška (tegulae imbrices)
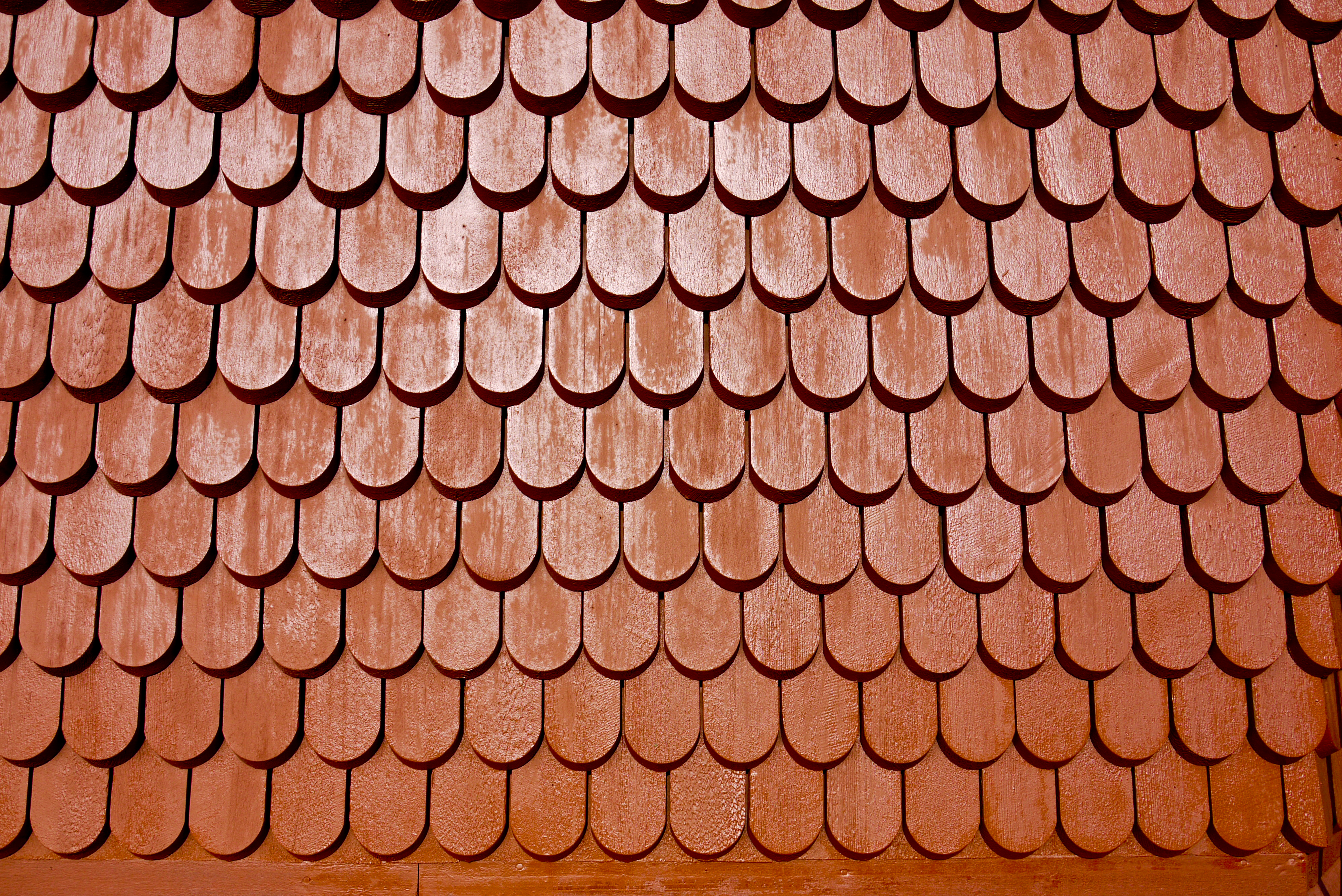
Bobrovka (Švédsko)
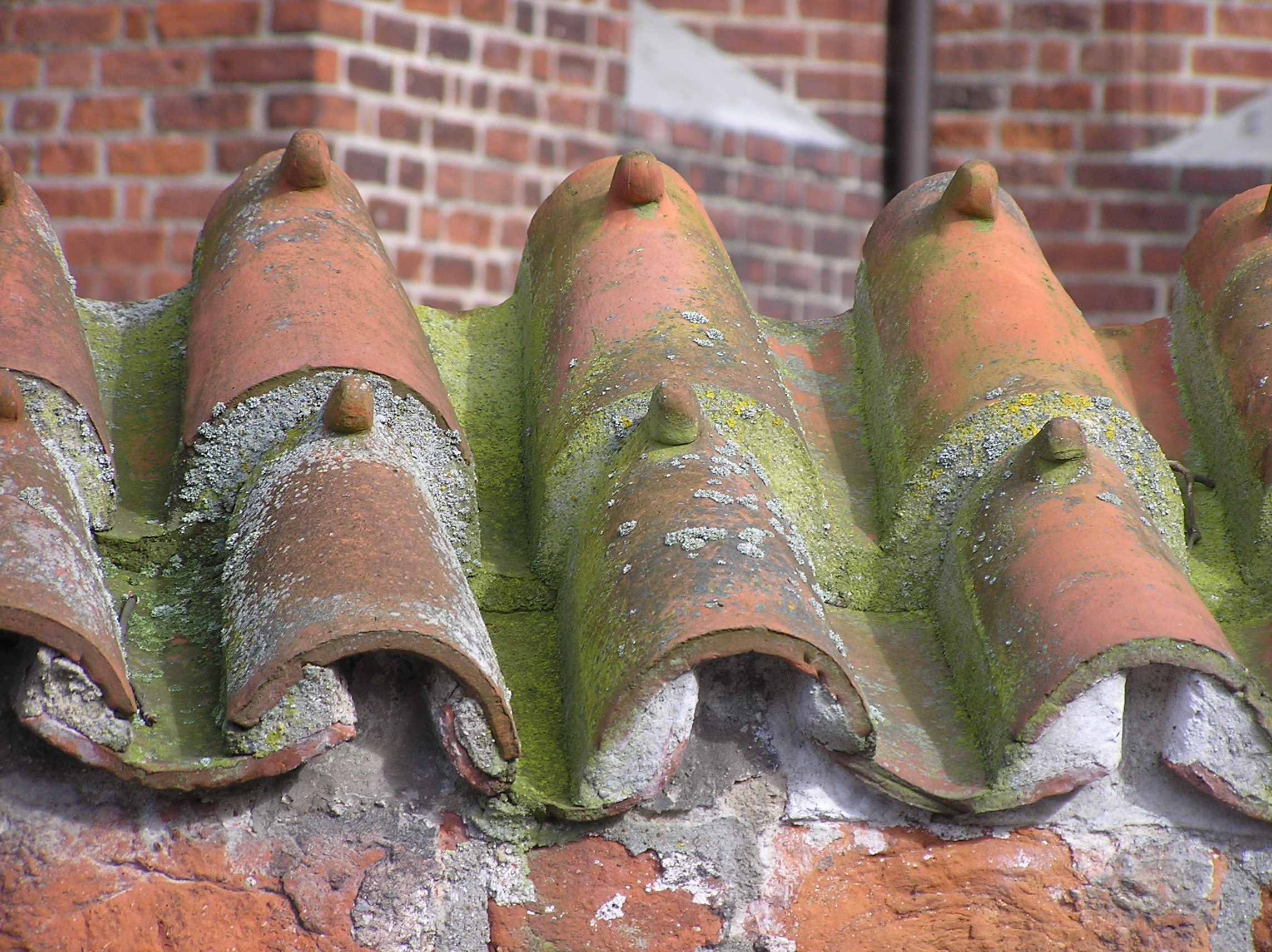
Prejzy (Estonsko)
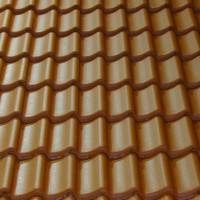
Pálená esovka (holandka)
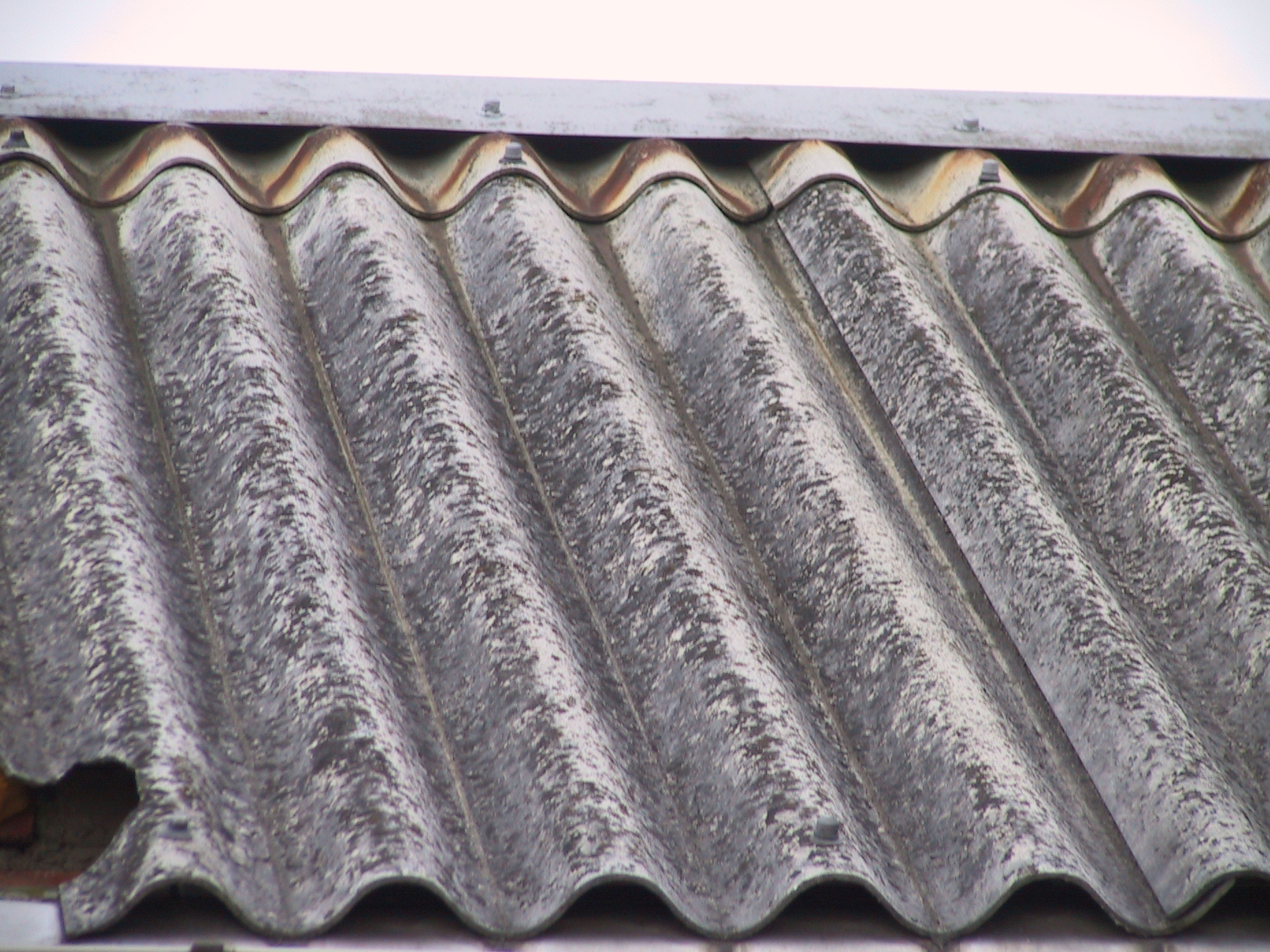
Vlnité vláknocementové desky (tzv. eternit)
Fotovoltaická střecha, Spojené království